# Vắc-xin ung thư
Vắc-xin ung thư là một loại vắc-xin điều trị hoặc ngăn chặn sự tiến triển ung thư. Hiện có là vắc-xin ung thư therapeutic (trị liệu).
Những vắc xin "tự thân'', mẫu được lấy chính từ trên bệnh nhân.
Một số nhà nghiên cứu cho rằng các tế bào ung thư sinh ra và chết đi bởi hệ thống miễn dịch; và những khối u được hình thành khi hệ thống miễn dịch không phá hủy được chúng.

## Vắc-xin truyền thống
Một số loại ung thư, như ung thư cổ tử cung và ung thư gan gây ra bởi virus (oncoviruses). Vắc-xin truyền thống khống chế những loại vi-rút này, chẳng hạn vắc-xin HPV  và vắc-xin viêm gan B, để ngăn chặn ung thư. Ở một mức độ nào đó sự nhiễm khuẩn đã gây ra bệnh ung thư (ví dụ ung thư dạ dày và Helicobacter pylori)

## Phương pháp
Cách tiếp cận cho vắc-xin ung thư đến từ việc tách những protein khỏi các tế bào ung thư và sử dụng chúng như một kháng nguyên để tiêm vào những bệnh nhân, với hy vọng kích hoạt hệ thống miễn dịch, nhằm tiêu diệt tế bào ung thư. Nghiên cứu về vắc-xin ung thư vẫn đang tiếp tục, để điều trị ung thư vú, phổi, đại tràng, da, thận, tuyến tiền liệt và những loại ung thư khác.
Một cách tiếp cận khác là dùng virus oncolytic để tạo ra một đáp ứng miễn dịch tại chỗ. Đã được sử dụng trong thuốc talimogene laherparepvec, bằng cách nhân bản có chọn lọc virus herpes simplex trong mô khối u, protein kích hoạt miễn dịch GM-CSF. Giải phóng kháng nguyên tăng đáp ứng miễn dịch chống lại khối u.